# Ясен (област Видин)
Вижте пояснителната страница за други значения на Ясен.
Я̀сен е село в Северозападна България. То се намира в община Ново село, област Видин.

## География
Селото е разположено на река Дунав. Отстои на 15 км от областния център Видин и на 9,5 км от общинския център Ново село. Най-високата точка в землището на селото е 120 м, разположена на границата със землището на село Флорентин, покрай лозовите масиви. Най-ниската точка е 32 м – брега на река Дунав под църквата. Землището на селото граничи със землищата на селата Флорентин, Неговановци и Гомотарци, а на север – с река Дунав. На 1,5 км в източна посока се намира остров Ясен, който е наносен и се появява само при маловодие. Почвата в този район заедно с климатичните условия благоприятства отглеждането и добиването на дини и пъпеши от много добро за областта качество. Единствените горски масиви са разположени по крайбрежието на Дунав, предимно от акация, върба, топола и ясен, откъдето произлиза името на селото.

### Местности
В Ясен са разположени 20 местности:
- Бачово
- Бащя
- Гомотарски път
- Гринд
- Добри дол
- До село
- Дунавски бряг
- Дълга хуния
- Коаста
- Край село
- Ливади
- Мирия
- Над село
- Насипище
- Падина
- Погоане
- Турч
- Търла
- Хоага
- Целина

## История
Открити находки от римско време:
- Фрагмент от мраморна колона
- Бронзова статуетка Афродита/Венера Анадиомене, вис. 12 см
- Мраморна статуарна група с изображение на Сатир, вис. 20 см от ІІІ в.
- Надпис от ІІІ в. (I. O. M. DOL(ICHENO) AUR. BASSUS SAC(ERDOS) SERVUS EIUS)
- Мраморна статуетка, представяща Юпитер Долихен, вис. 34 см. Датира от ІІ-ІІІ в.
- Надпис от времето на Каракала (I. O. M. D(OLICHENO?) / PRO S. IMP. / D. N. M. AUR. / ANTONINI PI /5 FELICIS AUG. / SAC. PECTA ET FLA/VIUS C V GAQUE / POS) и др.

Някои автори идентифицират римските останки при Ясен със свързвания с император Галерий град Ромулианум, който по-често е идентифициран с археологическия комплекс Гъмзиград.
По време на колективизацията в селото е създадено Трудово кооперативно земеделско стопанство „Георги Чанков“ по името на комунистическия функционер Георги Чанков. През зимата на 1950 – 1951 година, по време на довелата до Кулските събития насилствена кампания за „масовизация“ на колективизацията, жители на селото са вкарвани в студения Дунав, за да бъдат принудени да влязат в ТКЗС. След Кулските събития 12 семейства (43 души) от селото са принудително изселени от режима.

## Население
Според преброяването от 7 септември 2021 г. в село Ясен живеят 200 души. Селото има ясно изразени депопулационни процеси. Голяма част от трудоспособното население напуска селото в посока Видин или София, както и зад граница. Селото е населено от българи, говорещи на влашки диалект.
Преброяване на населението през 2011 г.
Численост и дял на етническите групи според преброяването на населението през 2011 г.:
|                     | Численост | Дял (в %) |
| Общо                | 259       | 100,00    |
| Българи             | 255       | 98,45     |
| Турци               | 0         | 0,00      |
| Цигани              | 0         | 0,00      |
| Други               | 0         | 0,00      |
| Не се самоопределят | 0         | 0,00      |
| Неотговорили        | 1         | 0,38      |

## Икономика
Населението на селото се препитава главно чрез селско стопанство. Преди време цялото поле се е напоявало от Дунав, но инфраструктурата е унищожена. Отглеждат се пшеница, ечемик, слънчоглед, царевица. В градините в и около населеното място се отглеждат зеленчуци и плодове. За разлика от околните села, тук географското положение е благоприятно за отглеждането на дини и пъпеши, а не за лозя. Единственият лозов масив в землището му се намира на 600 м в югозападна посока от разклона от път 122 (откъм Флорентин). През последните години зачестяват и нови малки масиви около селото, но без особен успех. Животновъдството е представено от овце, кози и кокошки. Стопанският двор се намира в началото на селото откъм Видин. В селото е развит риболовът.

## Религии
Населението е източно православно и пример за това е православният храм „Успение Богородично“, непосредствено до гробищата, в тях има и стари кръстове от 19 век, храмът е изцяло от камък и е разположен на една тераса в близост до реката. В църквата в 1883 година работят дебърските майстори Петър Новев и Аврам Дичов, за което свидетелства надпис върху иконата на Света Богородица с Младенеца „изъ руки Петръ Іѡвановъ со внука му Аврама Дичовъ“. На големите икони са изписани тропари – рядко срещано решение, характерно творчеството на учителя им Дичо Зограф. Вероятно те изписват и иконостаса.

## Спорт
Стадионът на селото се намира в началото му, срещу стопанския двор, непосредствено до кметството. Селото няма футболен отбор.

## Обществени институции
Кметство и читалище „Изгрев“. Читалището е действащо, регистрирано под номер 676 в Министерство на Културата. Библиотека – 4565 тома.

## Други
- В селото има паметник на загиналите във войните (1885, 1912 – 1913, 1915 – 1918 г.) и Отечествената война.
- През селото преминава автобусът от Видин за Ново село, спирката е на центъра.
- Централният плаж на селото е добре устроен. Има и стара чешма.
- Идеално място за палатка е крайбрежието на Дунав, особено около острова.
- На отсрещния бряг на Дунав се намира румънското село Салча.